# IJzeren Heinen
De IJzeren Heinen was een onderdeel van het programma Man bijt hond, waarin de Friese broers Auke Visser (29 september 1918 - 17 januari 2014) en Jan Visser (24 oktober 1917 - 3 februari 2008) uit Leeuwarden werden gevolgd tijdens hun werk.
Auke en Jan Visser waren broers die vaak met elkaar omgingen; ook hun werk deden ze samen. Tijdens hun werk in en om Leeuwarden zochten ze voornamelijk naar oud ijzer om te verkopen. Vaak leidde dit tot ruzie tussen beide broers door verschil van mening, wat vermakelijke televisie opleverde.
Na het overlijden van Jan Visser in 2008 werd Auke Visser tot zijn dood nog regelmatig gevolgd door Man bijt hond.

## Uitspraken
- "Bemoei je d'r nait met!" (Auke Visser)
- "Man Bijt Hond, kenne jullie niet zorgen da'k een mooi wijf krijg? Dat he'k liever als oud ijzer!" (Jan Visser)

## Trivia
- Een van de momenten waar de IJzeren Heinen te zien waren, werd genomineerd voor het TV-moment van het Jaar.[3]
- In februari 2008 kwam er een dvd uit van de IJzeren Heinen.